# XO-2 S c
XO-2 Sc est une des deux planètes connues en orbite autour de XO-2 S, l’étoile la plus au sud du système binaire XO-2.